# Talkin' 'Bout a Revolution
Singles de Tracy Chapman
Fast Car
(1988) Baby Can I Hold You (en)
(1988)
Talkin' 'Bout a Revolution est le deuxième single de la chanteuse folk afro-américaine Tracy Chapman paru sur l'album Tracy Chapman. Politiquement engagée, la chanson n'a pas connu le succès de Fast Car. Elle a atteint le #75 aux États-Unis.
Succès international, la chanson atteint le top 40 dans plusieurs pays tels la France et la Nouvelle-Zélande. Elle est devenue un classique du répertoire de l'artiste.

## Accords
Jouée à la guitare, la chanson est en Sol majeur. Les quatre accords sont Sol majeur, Do majeur, Mi mineur et Ré majeur.

## Reprises
La chanson a été reprise en 2004 par le chanteur Ben Jelen (en) sur la compilation Wake Up Everybody (en). Elle a également été reprise en 2005 par Reel Big Fish sur l'album We're Not Happy 'Til You're Not Happy (en) et par Chamberlain (en) comme face B de Five Year Diary.

## Charts
| Chart (1988)                     | Peak position |
| -------------------------------- | ------------- |
| Billboard Hot 100                | 75            |
| Hot Adult Contemporary Tracks    | 45            |
| Modern Rock Tracks               | 24            |
| Mainstream Rock Tracks           | 22            |
| Hot R&B/Hip-Hop Singles & Tracks | 78            |